# عبد الله بن جلوي بن تركي آل سعود
الأمير عبد الله بن جلوي بن تركي آل سعود ولد بالرياض سنة (1287هـ-1870م)، ودرس في كتاتيبها، كان يكبر الملك عبد العزيز بخمس سنوات، وبعد خروج الإمام عبد الرحمن بن فيصل وأسرته من الرياض عام 1308هـ-1890م بقي الأمير عبد الله بن جلوي في الرياض، حيث كان مصدرًا من مصادر المعلومات التي ترسل للإمام عبد الرحمن بن فيصل وابنه الملك عبد العزيز في الكويت، التحق بالملك عبد العزيز ورافقه في محاولته الناجحة في معركة الرياض عام 1319هـ-1902م. عُرف بالشجاعة والإقدام والعدالة.
شارك الأمير عبد الله بن جلوي مع الملك عبد العزيز في التسلل إلى بيت عجلان عامل ابن رشيد على الرياض، يقول الملك عبد العزيز: (ومشينا ونحن سبعة رجال أنا وعبد العزيز بن جلوي وفهد وعبد الله بن جلوي..)، كما أبدى بطولة وشجاعة نادرة ذكرها الملك عبد العزيز في روايته عن دخول المصمك حيث يقول: (.. ثم دخل عبد الله بن جلوي والنار تنصب عليه..)، كما ذكر الملك عبد العزيز بعد ذلك في روايته أن عبد الله بن جلوي هو الذي قتل عجلان، حيث يقول: (.. أما عجلان فذبحه ابن جلوي..)، شارك مع الملك عبد العزيز في معظم وقائع وحملات توحيد المملكة العربية السعودية،
كما ولّاه الملك عبد العزيز قيادة عددٍ من السرايا كلفه في عام 1320هـ على رأس سرية إلى ثرمداء حيث تمكن من إخراج الحامية منها وضمها كما ضم إمارة القصيم عام 1327هـ-1909م، ثم ولّاه إمارة الأحساء عام 1331هـ-1913م. عُرف بالقوة والالتزام في تنفيذ أحكام الشرع الإسلامي والضرب على أيدي المعتدين، واتسم بالحزم والصرامة والإنصاف، وكانت له هيبة في البادية والحاضرة واستمر في إمارة المنطقة الشرقية حتى توفي بالأحساء عام 1354هـ-1935م وتعاقب على إمارة المنطقة الشرقية أبناؤه سعود وعبد المحسن من بعده إمارة الإحساء.
وتعتبر والدة الأمير عبد الله بن جلوي بنت أمير العوشزيه من شيوخ بني خالد الأمير منصور المطرودي وابنته رقية المطرودي تزوجها الأمير جلوي بعد وفاة زوجته الأولى مزنه المطرودي أختها صاحبة قصة الشجاعة المشهورة مزنة المطرودي خالة الأمير عبد الله بن جلوي الحاكم الشجاع القوي.

## اسرته
- الاميرة منيرة بنت ناصر بن سعود بن فرحان آل سعود
- الاميرة هيلة بنت عبدالله العيدان التميمي
- الاميرة نورة بنت لاحم بن ملحم الحراجين الدوسري
- الاميرة نجلاء بنت ابا الرواف بن مرعيد السبيعي
- الاميرة هوية بنت حمد بن مرعيد السبيعي
- الاميرة صيتة بنت فهد الدامر العجمي
- الاميرة وسمية بنت عبدالله الدامر العجمي
- الاميرة نورة بنت اللميع ابوثنين السبيعي
- الاميرة جوزا بنت فيصل ابوثنين السبيعي
- الاميرة هيا بنت فارس ابوثنين السبيعي

## أبناؤه وبناته
- الأمير عبد العزيز بن عبد الله بن جلوي آل سعود. متزوج من الأميرة دليل بنت عبد العزيز آل سعود و رقية بنت عبدالله العقيِّل وله من الأبناء الأمير عبد الله متزوج من الاميره هياء بنت فهاد الحريول السبيعي (وله من الأبناء الأمير عبد العزيز "متزوج من الأميرة الجوهرة بنت نايف بن سعود بن عبد العزيز آل سعود") "الأمير عبدالعزيز بن عبدالله بن عبدالعزيز الجلوي يحتفل بزواجه من كريمة الأمير نايف بن سعود". مؤرشف من الأصل في 2021-11-30.</ref> الأميرة جواهر (متوفاة، وصلي عليها يوم الثلاثاء 23 محرم 1443هـ بعد صلاة العصر في جامع الإمام تركي بن عبد الله بالرياض)،[2] والأميرة مها (متزوجة من الأمير نهار بن سعود بن عبد العزيز آل سعود).

- الأمير سعود بن عبد الله بن جلوي آل سعود.
- الأمير محمد الأول بن عبد الله بن جلوي آل سعود.
- الأمير ناصر بن عبد الله بن جلوي آل سعود.
- الأمير فهد بن عبد الله بن جلوي آل سعود.
- الأمير عبد المحسن بن عبد الله بن جلوي آل سعود.
- الأمير محمد الثاني بن عبد الله بن جلوي آل سعود (ولد في الأحساء عام 1334هـ، وتوفي فجر يوم الخميس الموافق 29 جمادى الآخرة 1434هـ عن عمر يناهز المئة عام).[3] وله من الأبناء الأمير عبد الله (متزوج من الأميرة مشاعل بنت سعود بن عبد العزيز آل سعود).
- الأمير سعد بن عبد الله بن جلوي آل سعود.
- الأمير تركي بن عبد الله بن جلوي آل سعود. متزوج من الأميرة عبطة بنت سعود بن عبد العزيز آل سعود.
- الأمير منصور بن عبد الله بن جلوي آل سعود. متزوج من الأميرة العنود بنت سعود بن عبد العزيز آل سعود وله من الأبناء:
  - تركي بن منصور بن عبد الله بن جلوي
  - فهد بن منصور بن عبد الله بن جلوي (توفي رحمه الله)
  - عبد الله بن منصور بن عبد الله بن جلوي
  - بندر بن منصور بن عبد الله بن جلوي (توفى رحمه الله)
  - جواهر بنت منصور بن عبد الله بن جلوي (متزوجة من الأمير عبد الله بن ناصر بن عبد العزيز آل سعود)
  - ساره بنت منصور بن عبد الله بن جلوي
  - هيفاء بنت منصور بن عبد الله بن جلوي
  - مشاعل بنت منصور بن عبد الله بن جلوي
  - نوف بنت منصور بن عبد الله بن جلوي...
  - البندري بنت منصور بن عبد الله بن جلوي
  - خالد بن منصور بن عبد الله بن جلوي
  - مضاوي بنت منصور بن عبد الله بن جلوي متزوجة من الأمير الوليد بن عبدالمحسن بن عبدالعزيز .
  - محمد بن منصور بن عبد الله بن جلوي
- الأمير سلطان بن عبد الله بن جلوي آل سعود.
- الأميرة حصة بنت عبد الله بن جلوي آل سعود.
- الأميرة صيتة بنت عبد الله بن جلوي آل سعود.

| سبقه لا يوجد | أمير منطقة القصيم 1326هـ - 1329هـ    | تبعه عبد العزيز بن مساعد بن جلوي آل سعود |
| سبقه لا يوجد | أمير المنطقة الشرقية 1331هـ - 1354هـ | تبعه سعود بن عبد الله بن جلوي آل سعود    |